# UCI ProTour 2007
De UCI ProTour 2007 is de derde jaargang van het ProTour-systeem in het wielrennen.
De derde editie van de ProTour ving aan na een jaar vol met dopingschandalen (zie ook Operación Puerto), met als hoogtepunt de positieve dopingtest van Tour-winnaar Floyd Landis. Phonak Hearing Systems werd opgeheven en door Unibet.com vervangen. Liberty Seguros leek ook lange tijd onzeker van een licentie, maar kreeg uiteindelijk - onder de naam Astana - toch een licentie.
Op de kalender stonden in eerste instantie dezelfde 27 koersen als het jaar ervoor, maar het Kampioenschap van Zürich 2007 werd afgelast waardoor er uiteindelijk maar 26 koersen werden verreden.

## Eindklassement
| #  | Renner             | Land      | Punten |
| -- | ------------------ | --------- | ------ |
| 1  | Cadel Evans        | Australië | 247    |
| 2  | Davide Rebellin    | Italië    | 197    |
| 3  | Alberto Contador   | Spanje    | 191    |
| 4  | Alejandro Valverde | Spanje    | 190    |
| 5  | Óscar Freire       | Spanje    | 182    |
| 6  | Denis Mensjov      | Rusland   | 172    |
| 7  | Damiano Cunego     | Italië    | 165    |
| 8  | Kim Kirchen        | Luxemburg | 165    |
| 9  | Samuel Sánchez     | Spanje    | 159    |
| 10 | Vladimir Karpets   | Rusland   | 145    |
| 11 | Alessandro Ballan  | Italië    | 110    |
| 12 | Christophe Moreau  | Frankrijk | 88     |
| 13 | Tom Boonen         | België    | 87     |
| 14 | Fränk Schleck      | Luxemburg | 86     |
| 15 | Thomas Dekker      | Nederland | 85     |
| 16 | Andy Schleck       | Luxemburg | 81     |
| 17 | Stuart O'Grady     | Australië | 79     |
| 18 | Jens Voigt         | Duitsland | 78     |
| 19 | Robbie McEwen      | Australië | 77     |
| 20 | Stefan Schumacher  | Duitsland | 76     |

| #  | Ploeg               | Land             | Punten |
| -- | ------------------- | ---------------- | ------ |
| 1  | Team CSC            | Denemarken       | 321    |
| 2  | Caisse d'Epargne    | Spanje           | 277    |
| 3  | Discovery Channel   | Verenigde Staten | 274    |
| 4  | Liquigas            | Italië           | 273    |
| 5  | Saunier Duval       | Spanje           | 262    |
| 6  | AG2R                | Frankrijk        | 259    |
| 7  | Rabobank            | Nederland        | 248    |
| 8  | Quick·Step          | België           | 240    |
| 9  | Predictor-Lotto     | België           | 221    |
| 10 | Astana              | Zwitserland      | 207    |
| 11 | T-Mobile            | Duitsland        | 206    |
| 12 | Lampre              | Italië           | 206    |
| 13 | Crédit Agricole     | Frankrijk        | 167    |
| 14 | Team Gerolsteiner   | Duitsland        | 161    |
| 15 | Euskaltel - Euskadi | Spanje           | 159    |
| 16 | Bouygues Télécom    | Frankrijk        | 131    |
| 17 | Cofidis             | Frankrijk        | 127    |
| 18 | Unibet.com          | Zweden           | 127    |
| 19 | Team Milram         | Italië           | 120    |
| 20 | Française des Jeux  | Frankrijk        | 107    |

Laatste update: 29-08-2007

## Kalender
Hieronder volgen alle koersen die in 2007 deel uitmaken van de UCI ProTour met de datum, de winnaar en meer informatie.

## Wedstrijden
De volgende koersen maken in 2007 deel uit van de ProTour:

## Deelnemende ploegen (per land)
| Frankrijk - Bouygues Télécom - Cofidis - Crédit Agricole - La Française des Jeux - AG2R Prévoyance | Spanje - Caisse d'Epargne-Illes Balears - Euskaltel-Euskadi - Saunier Duval-Prodir | Italië - Lampre-Fondital - Liquigas - Milram | België - Predictor-Lotto - Quick Step-Innergetic | Duitsland - Gerolsteiner - T-Mobile |
| Nederland - Rabobank                                                                               | Denemarken - Team CSC                                                              | Zwitserland - Astana                         | Verenigde Staten - Discovery Channel             | Zweden - Unibet.com                 |

#### Bijzonderheden
- Het Spaanse Euskaltel-Euskadi neemt alleen wielrenners uit Baskenland en Navarra in dienst (met uitzondering van Samuel Sánchez).
- Hoewel Saunier Duval een Spaanse licentie heeft, zetelt de ploeg eigenlijk in Zwitserland.
- Team Milram heeft een Duitse sponsor, maar rijdt onder een Italiaanse licentie.
- Astana wordt gesteund door de Kazachse overheid maar rijdt onder een Zwitserse licentie.

AG2R-La Mondiale · Astana · Bouygues Télécom · Caisse d'Epargne · Cofidis, Le Crédit par Téléphone · Crédit Agricole · Team CSC · Discovery Channel Pro Cycling Team · Euskaltel-Euskadi · La Française des Jeux · Team Gerolsteiner · Lampre - Fondital · Liquigas - Bianchi · Predictor-Lotto · Quick·Step - Innergetic · Rabobank · Saunier Duval - Prodir · Team Milram · T-Mobile Team · Unibet.com
 Parijs-Nice · 
 Tirreno-Adriatico · 
 Milaan-San Remo · 
 Ronde van Vlaanderen · 
 Ronde van het Baskenland · 
 Gent-Wevelgem · 
 Parijs-Roubaix · 
 Amstel Gold Race · 
 Waalse Pijl · 
 Luik-Bastenaken-Luik · 
 Ronde van Romandië · 
 Ronde van Italië · 
 Ronde van Catalonië · 
 Critérium du Dauphiné Libéré · 
 Ronde van Zwitserland · 
 Ploegentijdrit Eindhoven · 
 Ronde van Frankrijk · 
 Clásica San Sebastián · 
 Ronde van Duitsland · 
 Vattenfall Cyclassics · 
  ENECO Tour · 
 GP Ouest France-Plouay · 
 Ronde van Spanje · 
 Ronde van Polen · 
 Kampioenschap van Zürich · 
 Parijs-Tours · 
 Ronde van Lombardije